# Meseta de las Azores

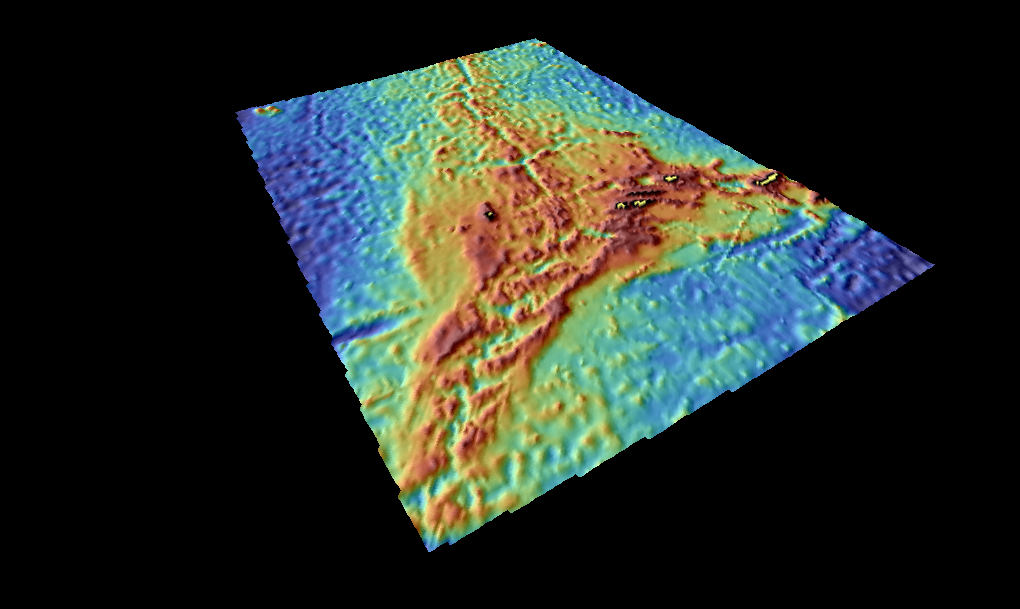
Imagen batimétrica de la meseta de las Azores con algunas de las islas Azores marcadas en amarillo

La meseta o plataforma de las Azores es una meseta oceánica que abarca el archipiélago de las Azores y la triple unión de las Azores en el Océano Atlántico Norte. Estaba formado por el punto caliente de las Azores hace 20 millones de años y todavía es un zona de vulcanismo activo.
La meseta consiste en una gran provincia ígnea de forma aproximadamente triangular que se encuentra a menos de 2000 metros por debajo del nivel del mar.